# Kärnten Golf Open 2014
Het Kärnten Golf Open is een golftoernooi van de Europese Challenge Tour. In 2014 werd het toernooi voor de zesde keer gespeeld op Golfclub Schloss Finkenstein van 22 tot en met 25 mei. Het prijzengeld was € 160.000.

## Verslag
De par van de baan is 71.

### Ronde 1 en 2
In de eerste ronde maakten drie spelers een ronde van 64 (-7). Desondanks haalde Pontus Widegren de cut niet. Wil Besseling scoorde in ronde 2 ook -7. Maarten Lafeber miste ook met -3 de cut.
Na 36 holes stonden Jérôme Lando-Casanova en Andrew Johnston aan de leiding met -10. Het toernooirecord werd verbeterd door Jeppe Huldahl, die een ronde van 60 maakte en net de cut haalde.

### Ronde 3 en 4
Max Glauert maakte in ronde 3 een hole-in-one op hole 17.
Moritz Lampert eindigde met twee rondes van 65 (-6) en won het toernooi. Op de tweede plaats eindigde An Byeong-hun, die in ronde 3 ook 64 scoorde.
| Naam               | CTR | OWGR | Score R1 | Score R1 | Nr   | Score R2 | Score R2 | Totaal | Nr  | Score R3 | Score R3 | Totaal | Nr  | Score R4 | Score R4 | Totaal | Nr  |
| ------------------ | --- | ---- | -------- | -------- | ---- | -------- | -------- | ------ | --- | -------- | -------- | ------ | --- | -------- | -------- | ------ | --- |
| Moritz Lampert     | 2   | 252  | 69       | -2       | T39  | 66       | -5       | -7     |     | 65       | -6       | -13    | 3   | 65       | -6       | -19    | 1   |
| Tom Murray         | 117 | 1304 | 64       | -7       | T1   | 70       | -1       | -8     |     | 68       | -3       | -11    | T14 | 70       | -1       | -12    | T17 |
| Max Orrin          | 87  | 1550 | 64       | -7       | T1   | 74       | +3       | -4     | T57 | 67       | -4       | -8     | T33 | 67       | -4       | -12    | T17 |
| Wil Besseling      | 74  | 618  | 71       | par      | T73  | 64       | -7       | -7     |     | 69       | -2       | -9     | T25 | 74       | +3       | -6     | T53 |
| Christopher Mivis  | 44  | 1062 | 69       | -2       | T39  | 69       | -2       | -4     | T57 | 72       | +1       | -3     | T61 | 76       | +5       | +2     | 65  |
| Maarten Lafeber    | 38  | 896  | 71       | par      | T73  | 68       | -3       | -3     | MC  |          |          |        |     |          |          |        |     |
| Pontus Widegren    | 29  | 578  | 64       | -7       | T1   | 75       | +4       | -3     | MC  |          |          |        |     |          |          |        |     |
| Xavier Ruiz Fonhof | =   | 1542 | 72       | +1       | T97  | 71       | par      | +1     | MC  |          |          |        |     |          |          |        |     |
| Guillaume Watremez | =   | 1542 | 74       | +3       | T126 | 69       | -2       | +1     | MC  |          |          |        |     |          |          |        |     |
| Tim Sluiter        | 125 | 534  | 73       | +2       | T116 | 71       | par      | +2     | MC  |          |          |        |     |          |          |        |     |
| Robin Kind         | 110 | 1236 | 76       | +5       | T140 | 74       | +3       | +8     | MC  |          |          |        |     |          |          |        |     |

| Leider |  | Toernooirecord |  | Challenge Tour Ranking (CTR) |  | OWGR |  | MC = missed cut = cut gemist |

## Spelers
| Challenge Tour - Carlos Aguilar - Björn Åkesson - An Byeong-hun - Scott Arnold - Adrien Bernadet - Jason Barnes - Filippo Bergamaschi - Wil Besseling - Wallace Booth - Cyril Bouniol - Christophe Brazillier - Guillaume Cambis - Baptiste Chapellan - Robert Coles - Rhys Davies - Paul Dwyer - Jamie Elson - Edouard Espana - Ben Evans - Jens Fahrbring - Oscar Florén - Dylan Frittelli (2013) - Lorenzo Gagli - Jordi García del Moral - Sebastian García Rodriguez - Daniel Gaunt - Max Glauert - Luke Goddard - Jean-Baptiste Gonnet - Mark F. Haastrup - Chris Hanson - Benjamin Hebert - Scott Henry - Mark Hensby - Wen-yi Huang - Jeppe Huldahl - Sam Hutsby - Eirik Tage Johansen - Andrew Johnston | - Dodge Kemmer - Maarten Lafeber - Joakim Lagergren - Jérôme Lando-Casanova - José Manuel Lara - Tain Lee - Niklas Lemke - Sam Little - Chris Lloyd - Gary Lockerbie - Michaël Lorenzo-Vera - Paul Maddy - Richard McEvoy - Ruaidhri McGee - Pedro Oriol - Chris Paisley - Florian Praegant - Tapio Pulkkanen - Niccolo Quintarelli - Nicolò Ravano - Bernd Ritthammer - Jake Roos - Andrea Rota - Charles-Edouard Russo - Zane Scotland - Gareth Shaw - Joel Sjöholm - Tim Sluiter - Anthony Snobeck - Oscar Stark - Roland Steiner - Duncan Stewart - Alessandro Tadini - Steven Tiley - Mark Tullo - Damian Ulrich - Daniel Vancsik - Pontus Widegren - Martin Wiegele (2010) - Oliver Wilson | Invitaties - Lasse Jensen - Gregory Main - James Robinson Top-5 van andere Satelite Tours - Florian Fritsch - Ken Benz - Thomas Linard - Lukas Nemecz - Robin Kind - George Woolgar - Jason Palmer - Dave Coupland - Christopher Mivis - Paul McKechnie - David Law - Jesus Legarrea - Jeff Winther - Alexander Björk - Niclas Johansson - Jesper Kennegard - Jocke Rask Amateurs - Tom Brennmacher - Christopher Fisher - Philipp Hermann - Ediz Kemaloglu - Daniel Moretti - Patrick Oswald | Nationale spelers - Jurgen Maurer - Manuel Trappel - HP Bacher - Rene Gruber - Guillaume Watremez - Hugues Joannes - Adam Rajmont - Filip Mruzek - Marek Novy - Ales Korinek - Stanislav Matus - Fabian Becker - Moritz Lampert - Nicolas Meitinger - Neil Raymond - Max Orrin - Nathan Kimsey - Lee Corfield - Juan Antonio Bragulat - Javier Gallegos - Borja Virto - Borja Guerrero - Sandro Piaget - Kalle Samooja - Damien Perrier - Roland Hahn - Stephen Grant - Andrea Perrino - Federico Colombo - Xavier Ruiz Fonhof - Elias Bertheussen - Joakim Mikkelsen - Anders Engell - Michael Stewart - Hamza Sayin - Alex Haindl - Martin Rominger - Nicolas Thommen - Marc Dobias - Fredrik Svanberg |

1990 ·
1991 ·
1992 ·
1993 ·
1994 ·
1995 ·
1996 ·
1997 ·
1998 ·
1999 ·
2000 ·
2001 ·
2002 ·
2003 ·
2004 ·
2005 ·
2006 ·
2007 ·
2008 ·
2009 ·
2010 ·
2011 ·
2012 ·
2013 ·
2014